# Jos Geens
Jos Geens (Diest, 20 augustus 1951) is een Vlaams acteur.

## Biografie
Hij speelde gastrollen in De Collega's (Henk), Wittekerke (Karel De Witte), Thuis (Rudi Sterckx), Recht op Recht (openbare aanklager, Johan Goolaerts in 2000 en Armand in 2002), Rupel (inspecteur Devries), Witse (Luc Annemans), Zone Stad (chauffeur geldtransport), Spoed (vader van Lisa), Aspe (Jan Taelman in 2007, Roger Devroe in 2010), F.C. De Kampioenen (directeur van Bieke in 2004, Gerard Deprez in 2009), Flikken (Aimé Verbanck), Big en Betsy (Herman), Oud België en Quiz Me Quick (Louis Sterckx).
Hij speelde ook mee in een aantal films, onder meer De kollega's maken de brug (Omer), De Vlaschaard (Stafke) en De helaasheid der dingen (André).